# Dům Wildenauer
Dům Wildenauer je měšťanský dům na náměstí Krále Jiřího z Poděbrad v Chebu. Dům je pojmenován podle prvních známých majitelů, rodiny Wildenauerů, kteří dům vlastnili v 16. století. Současnou podobu fasáda domu získala v 18. století při barokní rekonstrukci. Domem zároveň vede průchod do Provaznické ulice.

## Popis
Dům má barokní průčelí s geometrickými podokenními poli. Nachází se na něm jemně reliéfované štukové okenní rámy s girlandami s ovocem pocházející z rekosntrukce na konci 18. století. Do Provaznické ulice směřuje plochá zeď, ke které umožňuje přístup klenutý průjezd. V prvním patře se dochoval štukový strop.